# The Cutter and the Clan
The Cutter and the Clan er det femte studiealbum fra den skotske keltiske rockband Runrig. Det blev bandets gennembrudsalbum, idet det gjorde dem kendte på den internationale scene. Det blev oprindeligt indspillet på bandets ejet pladeselskab Ridge, men blev bragt ind i Chrysalis Records som en del af en stor pladekontrakt i 1987. Blandt de berømte sange fra albummet er "An Ubhal as Àirde", der senere blev den første og eneste sang på skotsk gælisk der nåede inde i top 20 på UK Singles Chart, hvor den nåede nummer 18 i 1995, og den blev brugt i en reklame for Carlsberg lagerøl.

## Spor
Alle sange er skrevet af Calum Macdonald og Rory Macdonald. 
1. "Alba" (Scotland) - 4:02
2. "The Cutter" - 3:51
3. "Hearts of Olden Glory" - 2:14
4. "Pride of the Summer" - 3:59
5. "Worker for the Wind" - 3:30
6. "Rocket to the Moon" - 4:59
7. "The Only Rose" - 3:51
8. "Protect and Survive" - 3:23
9. "Our Earth Was Once Green" - 4:01
10. "An Ubhal as Àirde" (The Highest Apple) - 3:47

## Personel
- Iain Bayne: trommer, percussion
- Malcolm Jones: guitar, sækkepiber, mandolin
- Calum Macdonald: percussion
- Rory Macdonald: vokal, basguitar, guitar, harmonika
- Donnie Munro: Forsanger
- Peter Wishart: keyboard